# Socvetje
Socvetje ali inflorescenca ima tista rastlinska vrsta, ki ima na enem poganjku po več cvetov skupaj na skupni cvetni osi. Po obliki razrasti razlikujemo kobulasta in pakobulasta socvetja.

## Razvoj rastnih vršičkov
Za razvrščanje in morfološko prepoznavanje posameznih vrst socvetij je pomembno, kako se razvija rastni vršiček socvetja.
- Pri zaprtih (dovršenih) socvetjih se na vrhu razvije končni cvet, ki se odpre pred vsemi stranskimi cvetovi socvetja.
- Pri odprtih (nedovršenih) cvetovih se najprej razcvetijo stranski cvetovi, na vrhu socvetja pa nikdar ne nastane cvet.

## Tipi socvetij

### Kobulasto ali racemozno socvetje
Kobulasta (sredotežna, monopodialna ali racemozna) socvetja so socvetja, pri katerih se odpirajo najprej obrobni oz. spodnji cvetovi. Glavni poganjek racemoznih socvetij se ne razvije takoj v končni cvet. Raste do konca razvoja socvetja, pod njim pa nastajajo stranski poganjki, ki se razvijejo v cvet prej kakor glavni poganjek. Končni cvet zato preraste vse ostale cvetove in se zadnji razcveti. V podaljšanih racemoznih socvetjih (npr. lat, grozd, klas, betič) najprej dozorijo cvetovi, ki so najbližje steblu (pri pokončnih socvetjih so to spodnji cvetovi), v sploščenih racemoznih socvetjih (npr. glavica, košek, kobul) pa zunanji cvetovi. Poleg enostavnih socvetij so pogosta tudi sestavljena socvetja (npr. pri španskem bezgu, korenju, pšenici), v katerih se na skupni osi razvije več enostavnih socvetij.
V to skupino so uvrščena enostavna socvetja:
- Grozd - v kotičku vsakega podpornega lista je pecljat cvet. Na vrhu grozda se pri zaprtih grozdih razvije končni cvet, odprti grozdi pa se na vrhu končajo brez cveta.
- Češulja je v osnovi grozdasto socvetje. Cvetovi so zaradi različno dolgih pecljev razporejeni v eni ravnini, členki socvetne osi pa so običajno zelo kratki.
- Klas - v kotičku podpornih listov na podaljšani osi socvetja so posamični sedeči (nepecljati) cvetovi.
- Storž - storžasta socvetja ženskih cvetov najdemo pri jelšah in iglavcih. Storžek je pravzaprav klasasto socvetje, ki ima ob zrelosti olesenelo os in podporne liste.
- Betič je klas z odebeljeno osjo socvetja.
- Glavica je klas z odebeljeno osjo socvetja. Posebna oblika glavice je tudi košek pri košarnicah, ki daje videz enega samega cveta.
- Košek
- Kobul - členki kobulove osi so zelo kratki. Zato pecljati cvetovi navidez rastejo iz enega vretenca v kotičkih rozetasto nameščenih podpornih listov, ki jih je običajno precej manj kot cvetov.

in sestavljena socvetja:
- Lat - vse osi tega večkratno razvejanega grozdastega socvetja se lahko zaključijo s končnim cvetom. V tem primeru govorimo o zaprtem latu. Pri odprtem (nedovršnem latu) socvetne osi nimajo končnega cveta.
- Sestavljen klas - na glavni osi socvetja so večcvetni klaski.
- Sestavljeni kobul - kobulovi žarki 1. reda se končajo s kobulčkom, ki mu pravimo kobul 2. reda.

### Pakobulasto ali cimozno socvetje
Pakobulasta (sredobežna, simpodialna ali cimozna) socvetja so socvetja, pri katerih se najprej odpirajo srednji oz. zgornji cvetovi. Glavni poganjek se takoj razvije v cvet (končni cvet). Socvetje se razrašča predvsem s stranskimi poganjki, katerih vršiček se prav tako razvije v končni cvet, pod njim pa nastajajo spet novi stranski poganjki. Peclji končnih cvetov, nastalih iz glavnih poganjkov, so večinoma krajši od pecljev cvetov, ki so se razvili iz stranskih poganjkov socvetja. Cvetovi v takšnem socvetju dozorevajo in se razcvetajo od srede socvetja proti robu. V kolencu pod končnim cvetom pakobulastega socvetja se lahko razvije več stranskih poganjkov (plejohazij), samo po dva (dihazij, npr. pakobul) ali en sam stranski poganjek (monohazij, npr. svaljek, vijaček). V to skupino so uvrščeni: pakobul – dihazij, svaljek, dvojni svaljek, vijaček, dvojni vijaček in cvetna kita.
- Svaljek
- Dvojni svaljek
- Vijaček
- Dvojni vijaček
- Cvetna kita